# Boris Béthéry

a Compétitions nationales et continentales officielles uniquement.

Boris Béthéry, né le 8 août 1983 à Perpignan, est un joueur français de rugby à XV qui évolue au poste de talonneur.

## Biographie
Boris Béthéry est originaire des Pyrénées-Orientales ; il est formé à la pratique du rugby à XV à l'USA Perpignan.
Il joue ses premiers matchs en Pro D2 dans l'effectif de l'USA Limoges, de 2006 à 2008, avant d'intégrer le Pays d'Aix RC jusqu'en 2010. Il signe ensuite un contrat de deux saisons avec l'Union Bordeaux Bègles.
En 2012, il rejoint l'US Dax pour deux saisons,. Il prolonge son contrat à l'aube de l'intersaison 2014 avec l'US Dax d'une saison plus une optionnelle. Il poursuit son aventure une nouvelle fois en 2016 et voit son contrat se terminer deux saisons plus tard. Il met sa carrière professionnelle en arrêt dès l'été 2017, en accord avec le club, afin de préparer sa reconversion, en reprenant ses études et en intégrant l'école de masseur-kinésithérapeute de Dax. Néanmoins, après la blessure du talonneur de l'US Dax Cyriel Blanchard pendant la période de préparation, Béthéry s'engage à disputer trois rencontres de championnat avec son dernier club, en accord avec les règlements français du rugby et sa licence amateur,.
En parallèle de ses études, il rejoint le club amateur de la JS Rion où il dispute sa dernière saison sportive.
Diplômé en 2021 après quatre années de formations, il exerce alors dans un cabinet de kinésithérapie de la ville de Dax. Il intègre ensuite lors de la saison 2022-2023 le groupe de kinésithérapeutes de l'Union sportive dacquoise, son dernier club professionnel.